# Fortune de mer

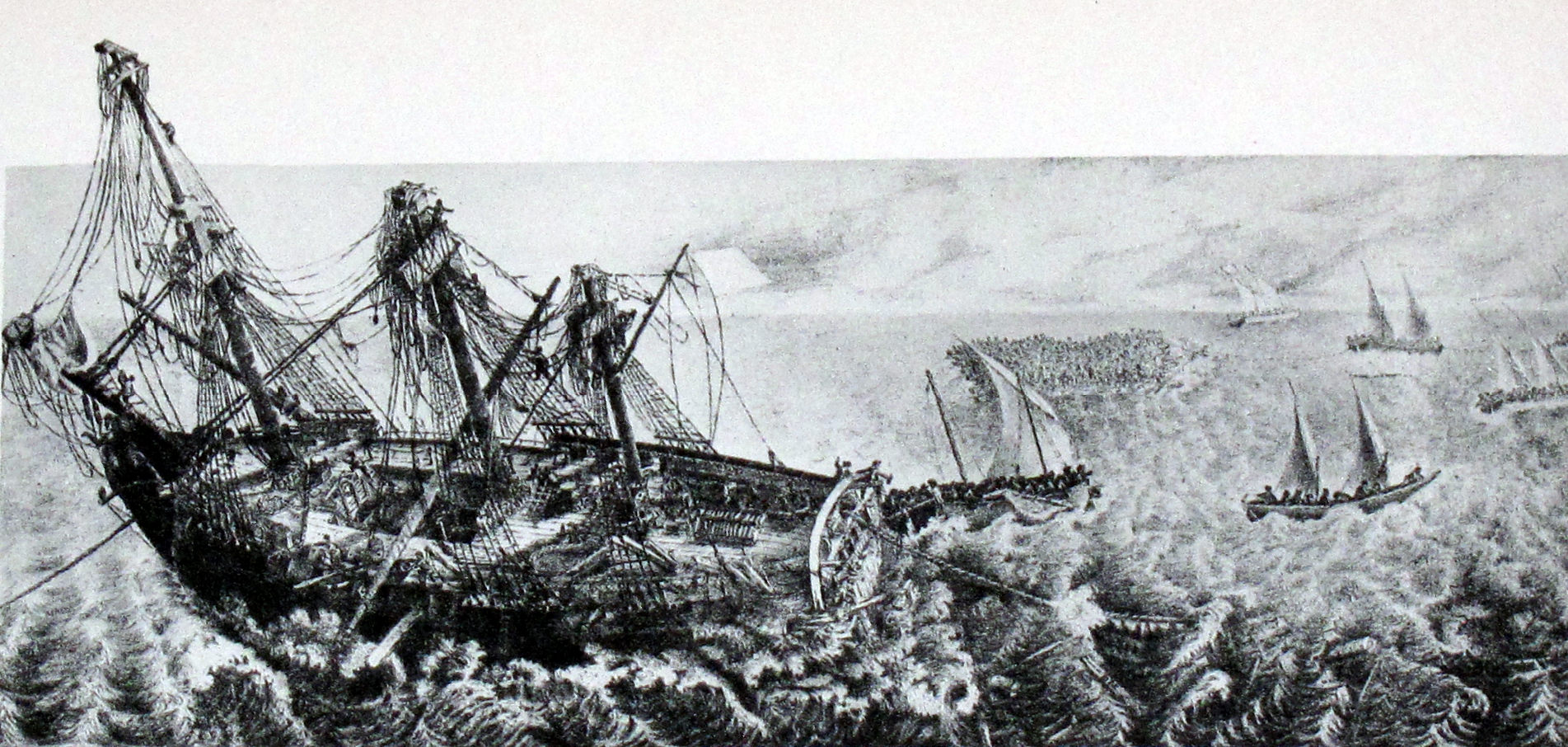
Le naufrage de la Méduse sur le banc d'Arguin, en 1816, exemple de fortune de mer dramatique et célèbre.

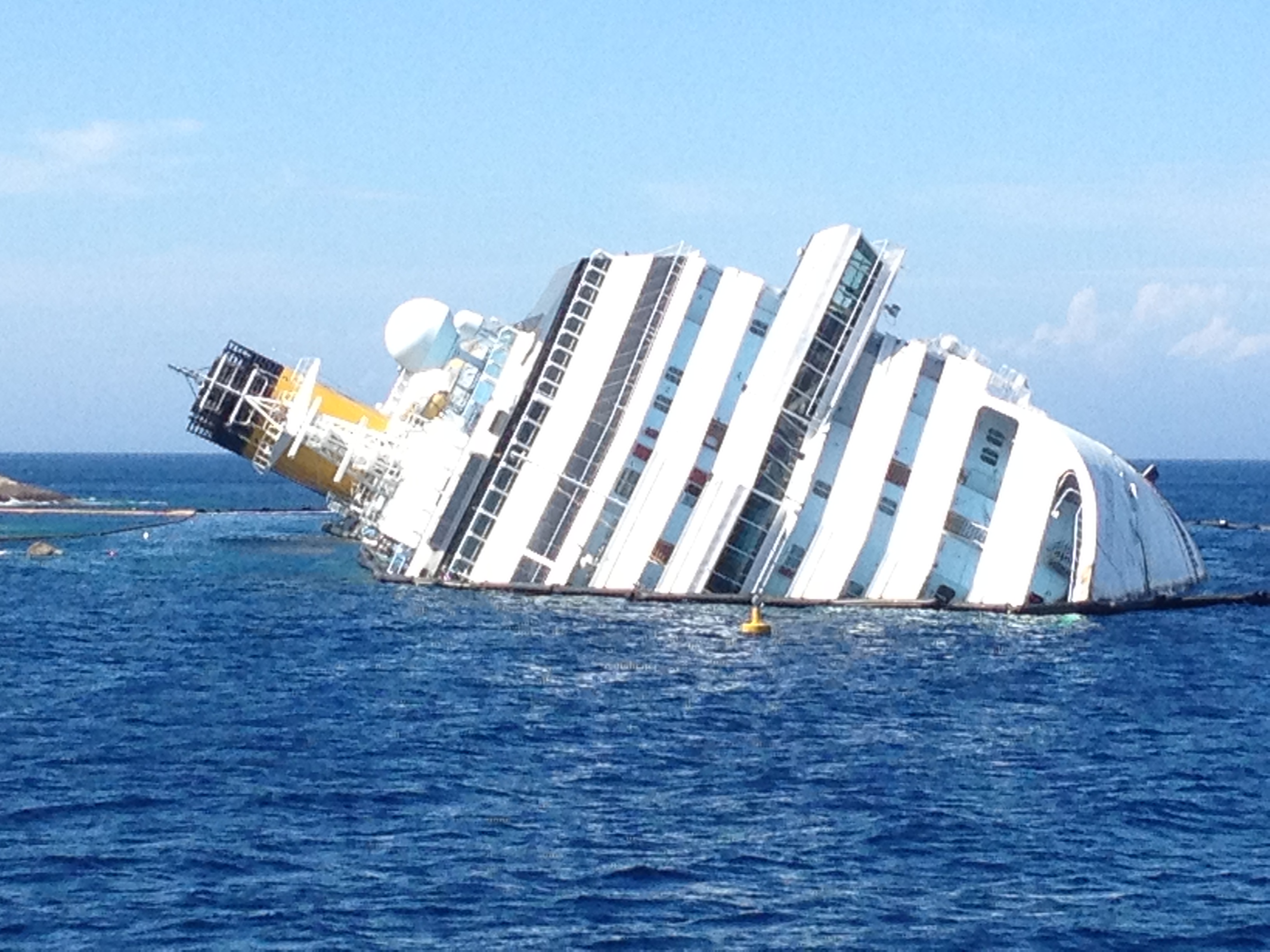
Une fortune de mer récente : le naufrage du paquebot Costa Concordia en Méditerranée.

Fortune de mer est un terme qui correspond à un accident de mer.
Aux XVIIe et XVIIIe siècles, cet accident inclut les tempêtes, naufrages et captures par des pirates. Compte tenu de la somme que représente un navire marchand, ce risque est donc trop élevé pour être pris par un armateur seul, ce qui explique la création des « prêts à la grosse aventure » (avec leurs taux d’intérêts importants) et la naissance des assurances maritimes qui couvriront par la suite d'autres risques. Le terme s'applique aussi aux unités de guerre perdues dans les mêmes circonstances que citées ci-dessus, piraterie exceptée (Généralement les pirates fuient devant les bâtiments de guerre...).
Si l’accident est maîtrisé, le navire tente alors de regagner la terre avec un gouvernail, un mât ou un hauban de fortune. Si le bâtiment n’y parvient pas, il est perdu et peut alors, avec sa cargaison, devenir un trésor objet de toutes les convoitises : autrefois des populations littorales lorsqu’une tempête drossait à la côte un navire, aujourd’hui des archéologues et autres « chasseurs de trésors » à la recherche de piastres ou de lingots d’or. En 1636, le juriste français Étienne Cleirac note que : « fortunes ou trouvailles… sont l’ambre, le corail, le coquillage, la pierrerie, les marchandises naufragées... » ce qui revient à dire que le malheur d’un naufrage peut faire légalement la « fortune » de tous les pilleurs d’épaves.
Aujourd'hui, on considère qu'une fortune de mer est un accident survenant au cours d'un voyage en mer et dû à des circonstances liées à l'état de la mer et du vent. La Convention de Bruxelles du 25 août 1924 exonère le transporteur maritime de marchandises de toute responsabilité sans qu'il soit nécessaire de se trouver en présence d'un événement de force majeure. En raison de ce mécanisme très favorable au transporteur, la jurisprudence admet la fortune de mer de manière très restrictive. Expression de moins en moins utilisée, elle tombe peu à peu en désuétude.

## Exemples defortune de mercélèbres
- Naufrage des îles d'Aves
- Naufrage des Sorlingues
- Flûte le Chameau
- Frégates la Boussole et l'Astrolabe
- Frégate l'Hermione
- Frégate la Méduse
- Paquebot Titanic
- Cuirassé France
- Torpilleur Branlebas
- Pétrolier Torrey Canyon
- Ferry Herald of Free Enterprise
- Pétrolier Prestige
- Paquebot Costa Concordia